# 沢下町
沢下町（さわしたちょう）は、愛知県名古屋市熱田区の地名。丁番を持たない単独町名である。住居表示実施。

## 地理
名古屋市熱田区北東部に位置する。東は池内町、南は六野一丁目、北は桜田町・波寄町に接する。

## 歴史

### 町名の由来
熱田東町字沢下に由来する。本沢と称する地の下方にあることによる。

### 沿革
- 1925年（大正14年）8月5日 - 南区熱田東町の一部により、同区沢下町として成立[1]。
- 1937年（昭和12年）10月1日 - 熱田区編入に伴い、同区沢下町となる[1]。
- 1939年（昭和14年）4月1日 - 熱田東町の一部を編入する[1]。一部が中田町に編入される[4]。
- 1957年（昭和32年）10月 - 昭和電機工業（のちのマスプロ電工）が円上町から本社を移転する[WEB 6]。
- 1966年（昭和41年）9月 - マスプロ電工本社が愛知郡日進町に移転する[WEB 6]。
- 1979年（昭和54年）6月3日 - 池内町の一部を編入する[1]。また、一部が桜田町・波寄町[1]・六野一丁目[4]に編入される。
- 1980年（昭和55年）7月13日 - 一部が金山町二丁目[1]・外土居町[4]に編入される。

## 世帯数と人口
2018年（平成30年）12月1日現在の世帯数と人口は以下の通りである。
| 町丁   | 世帯数  | 人口  |
| ------ | ------- | ----- |
| 沢下町 | 173世帯 | 275人 |

### 人口の変遷
国勢調査による人口の推移
| 1995年（平成7年）  | 223人 | [ WEB 7 ]  |  |
| 2000年（平成12年） | 216人 | [ WEB 8 ]  |  |
| 2005年（平成17年） | 202人 | [ WEB 9 ]  |  |
| 2010年（平成22年） | 275人 | [ WEB 10 ] |  |
| 2015年（平成27年） | 351人 | [ WEB 11 ] |  |

## 学区
市立小・中学校に通う場合、学校等は以下の通りとなる。また、公立高等学校に通う場合の学区は以下の通りとなる。
| 番・番地等 | 小学校               | 中学校               | 高等学校 |
| ---------- | -------------------- | -------------------- | -------- |
| 全域       | 名古屋市立高蔵小学校 | 名古屋市立沢上中学校 | 尾張学区 |

## 施設
- 沢下神社
- 労働会館
- 愛知県私立学校教職員組合連合
- 沢下町どんぐり広場

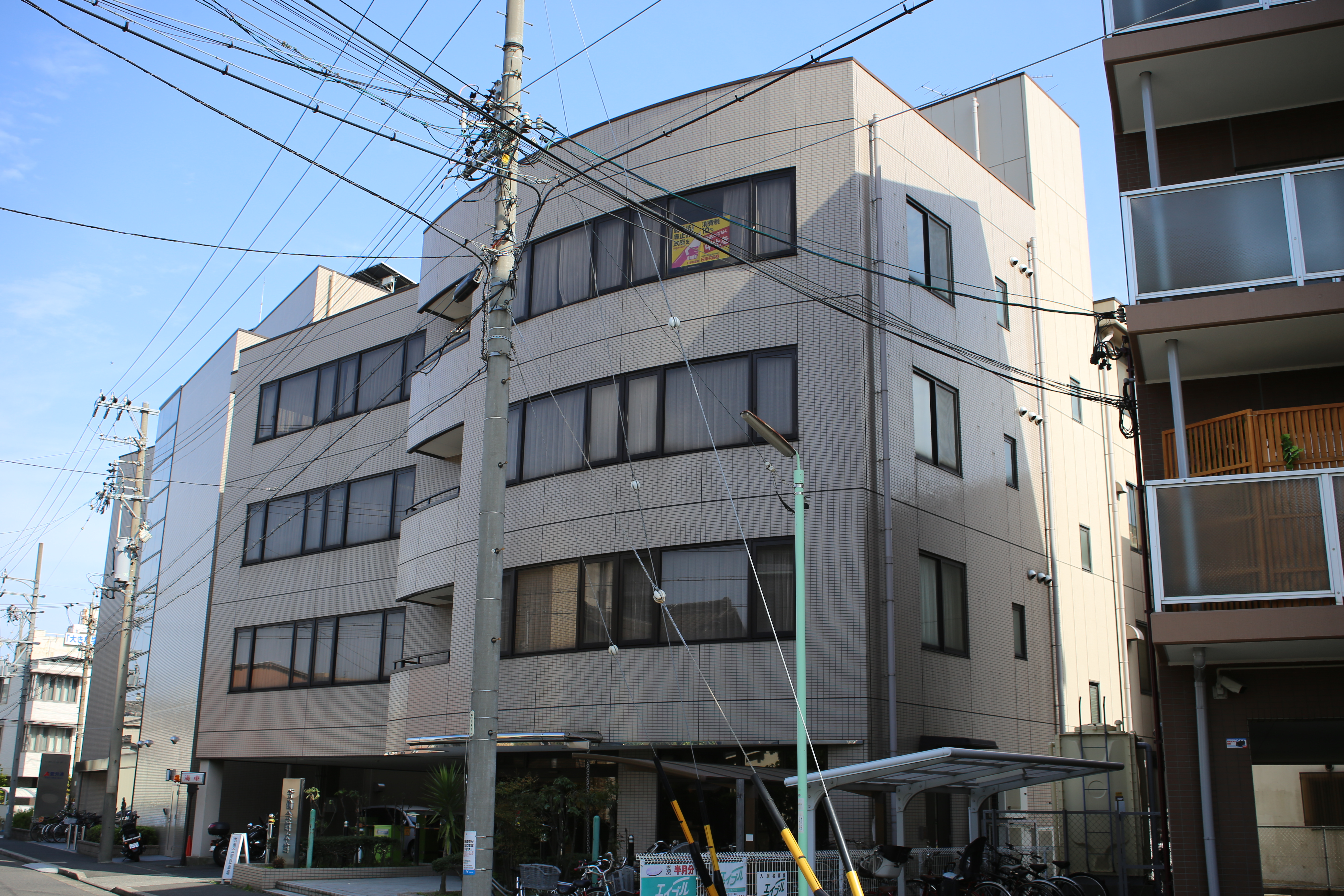
労働会館西館
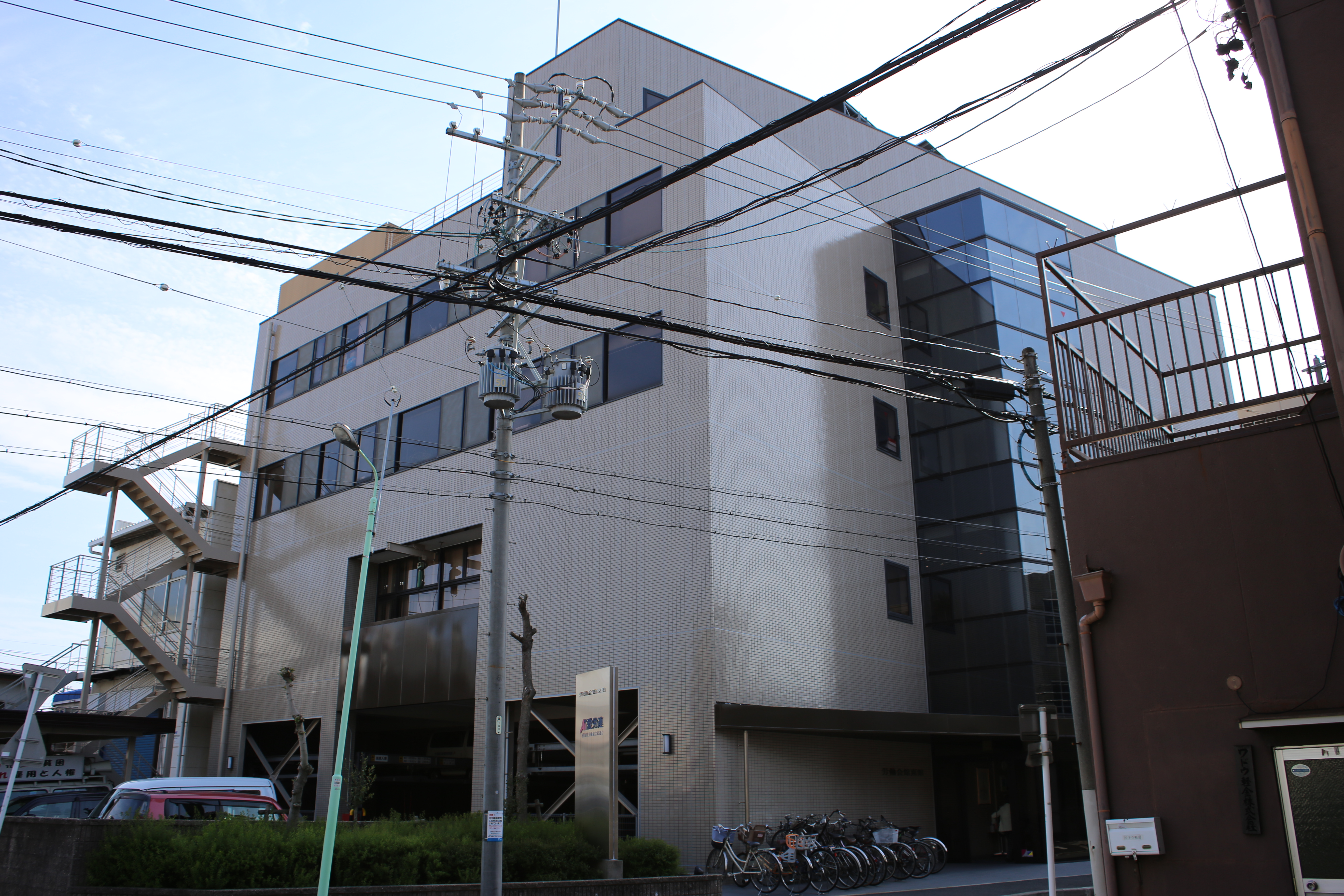
労働会館東館

## その他

### 日本郵便
- 郵便番号 : 456-0006[WEB 3]（集配局：熱田郵便局[WEB 14]）。

### 書籍
1. 1 2 3 4 5 6 7  名古屋市計画局 1992, p. 809.
2. 1 2  「角川日本地名大辞典」編纂委員会 1989, p. 1444.
3. 1 2  名古屋市計画局 1992, p. 424.
4. 1 2 3  名古屋市計画局 1992, p. 810.